# Conjunctie (astronomie)

Enkele begrippen met betrekking tot de positie van hemellichamen

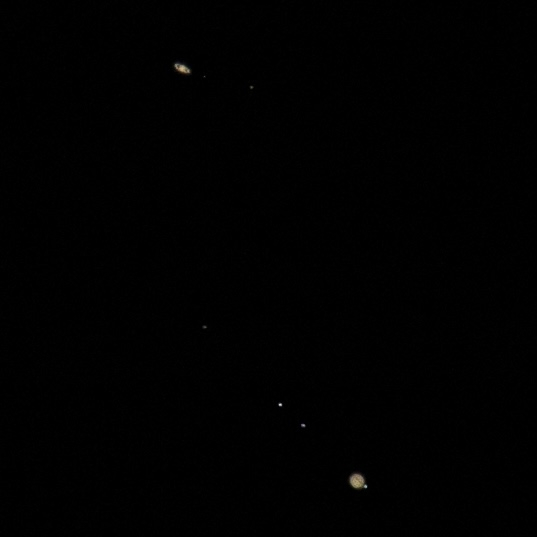
Grote conjunctie van Jupiter en Saturnus op 19 december 2020

Conjunctie, letterlijk 'samenvoeging', treedt op als twee hemellichamen, die toch ver van elkaar vandaan staan, vanuit het perspectief van de waarnemer gezien schijnbaar dicht bij elkaar staan. Als een planeet in conjunctie is met de Maan, dan kan een planeetbedekking door de Maan plaatsvinden. Een planeetbedekking door een andere planeet komt uiterst zelden voor. Een sterbedekking door een planeet is heel gewoon, en astronomisch interessant als het om een heldere ster gaat.
Het tegengestelde van conjunctie is oppositie: het hemellichaam staat dan recht tegenover de Zon. Als de Maan in oppositie is dan is het volle Maan. Bij een perfecte oppositie is er sprake van een maansverduistering.

## Conjunctie met de Zon
Conjunctie met de Zon treedt op als een planeet of de Maan gezien vanuit de Aarde dicht bij de Zon staat. Als de planeet dichterbij is dan de Zon heeft men het over benedenconjunctie; als de planeet verder dan de Zon staat spreekt men van een bovenconjunctie. 
Van de planeten kunnen alleen Mercurius en Venus zowel in beneden- als bovenconjunctie staan. 
Doordat de banen van de overige planeten buiten die van de Aarde liggen, kunnen die nooit tussen de Aarde en de Zon in komen. 
Een conjunctie van een planeet en de zon kan zelden worden waargenomen doordat de Zon het licht van de planeet overstraalt. 
Alleen bij overgangen en tijdens een zonsverduistering zijn planeten in conjunctie te zien. 
Een overgang betekent dat een planeet in benedenconjunctie zich precies tussen de Aarde en de Zon bevindt en daardoor een zwart stipje op de zonneschijf vormt.
Doordat de planeten zich niet precies in het vlak van de ecliptica bewegen, zijn Venusovergangen en Mercuriusovergangen zijn vrij zeldzaam.  
De enige conjunctie van de Maan is een benedenconjunctie, het is dan nieuwe maan. Een overgang van de Maan is een zonsverduistering.